# Schweben (Flieden)
Schweben ist ein Ortsteil der Gemeinde Flieden im Süden des osthessischen Landkreises Fulda.

## Geographie
Der Ort grenzt im Norden an Neuhof, im Osten an Mittelkalbach, im Süden an Hutten, im Westen an Rückers und im Nordwesten an Flieden.

## Geschichte
Schweben wurde im Jahre 806 zum ersten Mal in einer Urkunde genannt, als mehrere Einwohner ihre Liegenschaften dem Fuldaer Kloster vermachen. Der Ort ist damit einer der ältesten im Landkreis Fulda. 2006 fand eine 1200-Jahr-Feier statt.
Am 1. August 1972 wurde Schweben im Zuge der Gebietsreform in Hessen kraft Landesgesetz in die Gemeinde Flieden eingegliedert.

## Politik
Im Ortsbeirat ist nur die CDU vertreten. Bei den Kommunalwahlen 2011 erlangte die CDU die Mehrheit der Stimmen und verfügt so über die Mehrheit im Ortsbeirat. Ortsvorsteher ist Erwin Pappert (CDU).

## Religion
Im Ort gibt es eine römisch-katholische Kirche, die Filialkirche Judas Thaddäus der Pfarrei St. Goar in Flieden.

## Öffentliche Einrichtungen
Neben einem Bürgerhaus gibt es eine Kulturscheune, einen Jugendraum und zwei Spielplätze (davon ein Wasserspielplatz).